# 太平洋側気候

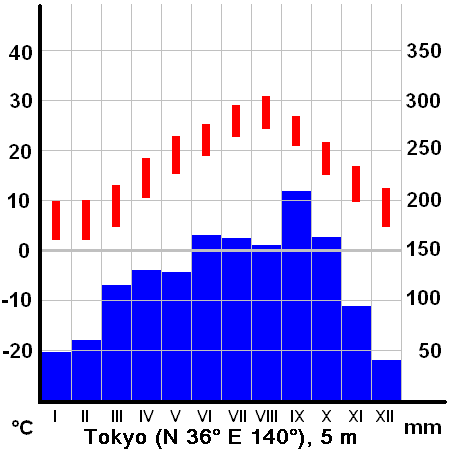
東京都心の雨温図

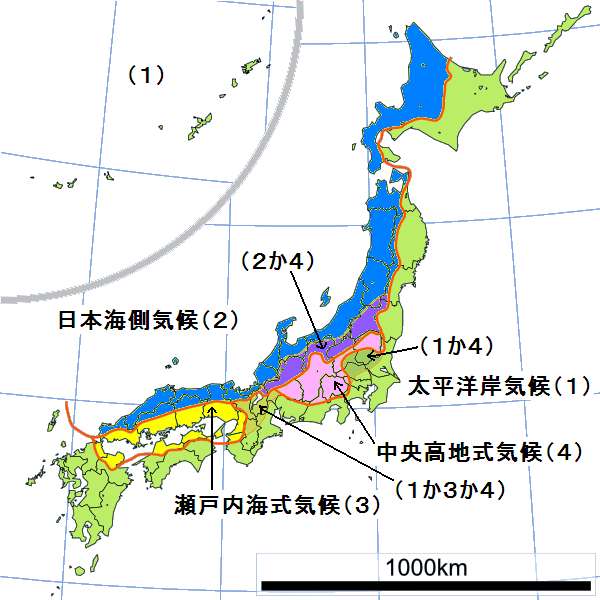
太平洋側気候の地域（1：黄緑色）

太平洋側気候（たいへいようがわきこう）とは日本の太平洋側における気候をいう。太平洋岸式気候（たいへいようがんしききこう）とも呼ばれる。ここでは東日本型・九州型・南海型を述べる（東日本型のうち中央高原型は中央高地式気候を参照）。

## 特徴
- 日本の太平洋側に位置する地域の気候（夏季多雨多湿、冬季少雨乾燥）。気温は南高北低で、高地ほど低く低地ほど高い。海沿いほど温暖で内陸部ほど日較差・年較差が大きい。
  - 日本国内各地の気候的特徴により区分され、ケッペンの気候区分とは独立した日本独自の気候区分。
    - ケッペンの気候区分では日本海側気候や中央高地式気候、瀬戸内海式気候などと同様に亜寒帯（北海道、中央高地の一部と富士山頂はツンドラ気候）と温帯の地域が含まれる。
- 夏季、太平洋高気圧の吹き出しによる太平洋から吹く南風の影響を強く受け高温多湿となる。降雨も夏季に集中する。
  - 太平洋側の各地ではその北側に山地など南面する傾斜地を有する地域で急激な上昇気流が起き積乱雲（雷雲）が発生するため、夏季の雷日数が多い。
  - 東日本以南では沖合いには黒潮（暖流）が流れている為、温暖な気候となる。特に沿岸部では霜も少ない為、房総半島や駿河湾・相模湾沿岸など柑橘類や菜の花などが栽培される地方もある。
  - 台風の襲来もこの太平洋側に多く見られる。
  - 北日本ではやませの影響で夏に気温が上がらず、冷害に襲われることもしばしばある。やませが強いときは関東地方へも影響し、東京都心でも気温が上がらなくなり、東京と名古屋・大阪の気温差が10℃以上になることもある。
  - 北海道の太平洋岸では太平洋高気圧から吹く高温多湿の南風が三陸沖で親潮により冷やされて海霧に覆われる。
  - 暖流の影響を受けない道東沿岸部では冷涼である。
- 冬季、日本海側から吹く湿った季節風は奥羽山脈や三国山脈、中央アルプスや中国山地で遮られ日本海側に大雪を降らせ太平洋側には乾燥した風が吹く。関東地方ではこの風はからっ風と呼ばれ、場所によって赤城颪や二荒颪、筑波颪などとも呼ばれる。
  - 強い冬型の気圧配置で雪雲が山岳を越えた場合（特に仙台平野、福島県中通り、群馬県中毛地域、濃尾平野、京都盆地、大阪平野、奈良盆地、広島平野で多い）や、上空の気温が低い（上空1500mで-6℃未満または上空5500mで-30℃未満）所に低気圧や気圧の谷が近づいた場合には降雪がある。そのため降雪日数は比較的少なく、平地部では積雪施策を執る地域が少ない。
    - 定常的に冬季積雪が認められる地域（北海道・北東北の太平洋側、栃木県・静岡県の各一部など）は豪雪地帯・特別豪雪地帯に指定されており、これらの地域では平地部でも積雪施策が講じられている。
    - 積雪地帯でも、冬季の降水日数が少ない地域は日本海側気候ではなく他気候に区分される。

  - 冬季は晴天が多い反面、晴天時の夜から未明にかけて起こる放射冷却現象によって、最低気温はむしろ日本海側より低くなることが多い。
  - 東シナ海に面した九州西部、関門海峡からの季節風の影響を受けやすい愛媛県南予地域、太平洋側の離島の一部では、日本海側気候の地域ほどではないが、冬季は季節風による雲に覆われて他の地域よりも曇天が多く、日照時間が少なくなる。
- 梅雨（梅雨に類似する気象現象を含む）期および南東からの季節風が吹いているときは降水日数（1mm以上の降水が観測される日）が多くなり、北西からの季節風が吹いているときは降水日数が少なくなる。モンスーン以外にも海からの湿った風が強い時に降水日数が多くなる傾向がある。
- 太平洋側気候は地域によって細分され、それぞれの特徴は次の通りである。ただし、地形等の関係であてはまらない地域がある。
  - 東日本型
    - 東部北海道型　寒さが厳しく、8・9月に雨量が多くなり、冬季は乾燥する。夏季は同緯度の日本海側や内陸部に比べると冷涼である。豪雪地帯。
    - 三陸・常盤型　梅雨期のやませの影響もあり、本州の太平洋側で最も気温が低く、同緯度の日本海側よりも1-2度低くなる。9月に雨量が多くなり、基本的に冬の降雪は少ないが、前述通り北東北では太平洋側を含めて全域が豪雪地帯である。
    - 東海・関東型　6月と9・10月に雨量が多くなる。平均気温は0度以上。但し濃尾平野では冬季は季節風の影響を受けやすく降雪日数もやや多い。

  - 九州型　温暖で6月に雨量が多くなる。1月に日照時間が最少となる。
  - 南海型　温暖で6月と9月に雨量が非常に多くなる。日照時間は梅雨期の6月に最小となるが、離島では1・2月に最少となる。

## 太平洋側気候の地方
地形等の関係で下記地域でも他気候を示す地域があり、逆に下記地域以外でも太平洋側気候を示す地域がある。

### 東日本型
- 東部北海道型
  - 北海道太平洋側東部
- 三陸・常磐型
  - 東北太平洋側
  - 茨城県北部
- 東海・関東型
  - 関東地方・東海地方の大半

### 九州型
- 九州日本海・東シナ海側
- 山口県西部（響灘沿岸）

### 南海型
- 房総半島南部
- 伊豆諸島
- 東海地方太平洋沿岸
- 近畿南部
- 四国太平洋側
- 九州太平洋側
- 大隅諸島

## 気候のデータ
気象庁・気象統計情報より　降水日数は1mm以上

### 東日本型
|        | 最多月降水日数 | 最少月降水日数 | 最多月降水量（mm） | 年降雪の深さ（cm） | 年平均気温（℃） |
| ------ | -------------- | -------------- | ------------------ | ------------------ | --------------- |
| 根室   | 9.7（9月）     | 4.6（2月）     | 167.0（9月）       | 221                | 6.3             |
| 釧路   | 10.2（7月）    | 4.0（2月）     | 155.6（9月）       | 162                | 6.2             |
| 帯広   | 9.6（7月）     | 4.4（2月）     | 139.1（8月）       | 201                | 6.8             |
| 浦河   | 12.3（11月）   | 5.9（2月）     | 159.9（8月）       | 148                | 7.9             |
| 苫小牧 | 11.2（7月）    | 7.1（2月）     | 205.0（8月）       | 138                | 7.6             |

|      | 最多月降水日数 | 最少月降水日数 | 最多月降水量（mm） | 年降雪の深さ（cm） | 年平均気温（℃） |
| ---- | -------------- | -------------- | ------------------ | ------------------ | --------------- |
| 八戸 | 10.8（7月）    | 6.8（2・12月） | 167.6（9月）       | 248                | 10.2            |
| 宮古 | 11.5（7月）    | 4.5（12月）    | 213.7（9月）       | 148                | 10.6            |
| 仙台 | 13.5（7月）    | 4.7（12月）    | 187.5（9月）       | 71                 | 12.4            |
| 水戸 | 11.4（6月）    | 4.7（1月）     | 181.3（9月）       | 16                 | 13.6            |

|        | 最多月降水日数 | 最少月降水日数 | 最多月降水量（mm） | 年降雪の深さ（cm） | 年平均気温（℃） |
| ------ | -------------- | -------------- | ------------------ | ------------------ | --------------- |
| 宇都宮 | 13.9（7月）    | 3.4（12月）    | 220.4（9月）       | 28                 | 13.8            |
| 前橋   | 14.9（7月）    | 2.8（12月）    | 220.6（9月）       | 24                 | 14.6            |
| 熊谷   | 12.2（7月）    | 2.9（12月）    | 208.3（9月）       | 22                 | 15.0            |
| 千葉   | 11.2（6月）    | 5.3（1・12月） | 200.4（9月）       | 8                  | 15.7            |
| 東京   | 11.4（6月）    | 4.2（12月）    | 209.9（9月）       | 11                 | 16.3            |
| 横浜   | 12.1（6月）    | 4.8（12月）    | 233.8（9月）       | 13                 | 15.8            |
| 岐阜   | 12.6（7月）    | 7.5（12月）    | 261.6（7月）       | 47                 | 15.8            |
| 名古屋 | 12.2（7月）    | 5.3（1月）     | 234.4（9月）       | 16                 | 15.8            |
| 津     | 11.3（6月）    | 5.0（12月）    | 273.1（9月）       | 7                  | 15.9            |

### 九州型
|        | 最多月降水日数 | 最少月降水日数 | 最多月降水量（mm） | 年平均気温（℃） | 最少月日照時間 |
| ------ | -------------- | -------------- | ------------------ | --------------- | -------------- |
| 福岡   | 11.2（6月）    | 6.2（10月）    | 277.9（7月）       | 17.0            | 102.1（1月）   |
| 佐賀   | 12.0（6月）    | 5.4（10月）    | 339.0（6月）       | 16.5            | 124.3（1月）   |
| 長崎   | 12.1（6月）    | 5.5（10月）    | 314.6（6月）       | 17.2            | 102.8（1月）   |
| 熊本   | 13.2（6月）    | 6.2（10月）    | 404.9（6月）       | 16.9            | 132.6（1月）   |
| 鹿児島 | 14.1（6月）    | 6.5（10月）    | 381.0（6月）       | 17.2            | 108.3（1月）   |

### 南海型
|        | 最多月降水日数 | 最少月降水日数 | 最多月降水量（mm） | 年平均気温（℃） | 最少月日照時間 |
| ------ | -------------- | -------------- | ------------------ | --------------- | -------------- |
| 館山   | 11.7（6月）    | 6.3（8・12月） | 219.9（10月）      | 15.9            | 133.6（6月）   |
| 御前崎 | 11.8（6月）    | 5.5（12月）    | 262.6（6月）       | 16.4            | 149.1（6月）   |
| 尾鷲   | 14.4（6月）    | 5.8（12月）    | 691.9（9月）       | 16.1            | 129.5（6月）   |
| 高知   | 12.9（6月）    | 4.5（12月）    | 350.0（9月）       | 17.0            | 142.4（6月）   |
| 宮崎   | 15.2（6月）    | 4.7（12月）    | 429.2（6月）       | 17.4            | 133.6（6月）   |

|        | 最多月降水日数 | 最少月降水日数 | 最多月降水量（mm） | 年平均気温（℃） | 最少月日照時間 |
| ------ | -------------- | -------------- | ------------------ | --------------- | -------------- |
| 八丈島 | 16.8（3月）    | 11.0（8月）    | 465.9（10月）      | 17.8            | 83.8（2月）    |
| 屋久島 | 16.8（3月）    | 11.0（7月）    | 773.6（6月）       | 19.4            | 73.7（1月）    |